# Moustapha Bayal Sall
Moustapha Bayal Sall (Dakar, Senegal, 30 de noviembre de 1985) es un futbolista senegalés que juega de defensa en el Al-Faisaly de la Liga Premier de Jordania. Realizó su etapa formativa en el Union Sportive Gorée de su país.

## Estadísticas

### Clubes
- Actualizado hasta el 21 de noviembre de 2016.[5]

| A. S. Saint-Étienne Francia | 1.ª           | 2006-07       | 4   | 0 | -  | - | -  | - | 4   | 0  | 0.00 |
| A. S. Saint-Étienne Francia | 1.ª           | 2007-08       | 31  | 0 | -  | - | -  | - | 31  | 0  | 0.00 |
| A. S. Saint-Étienne Francia | 1.ª           | 2008-09       | 19  | 2 | -  | - | 5  | 0 | 24  | 2  | 0.08 |
| A. S. Saint-Étienne Francia | 1.ª           | 2009-10       | 9   | 0 | 1  | 0 | -  | - | 10  | 0  | 0.00 |
| A. S. Saint-Étienne Francia | 1.ª           | 2010-11       | 19  | 0 | 2  | 0 | -  | - | 21  | 0  | 0.00 |
| A. S. Saint-Étienne Francia | 1.ª           | 2012-13       | 23  | 0 | 7  | 0 | -  | - | 30  | 0  | 0.00 |
| A. S. Saint-Étienne Francia | 1.ª           | 2013-14       | 32  | 1 | 2  | 0 | 3  | 0 | 37  | 1  | 0.03 |
| A. S. Saint-Étienne Francia | 1.ª           | 2014-15       | 23  | 1 | 3  | 0 | 7  | 1 | 33  | 2  | 0.06 |
| A. S. Saint-Étienne Francia | 1.ª           | 2015-16       | 28  | 3 | 1  | 0 | 9  | 3 | 38  | 6  | 0.16 |
| A. S. Saint-Étienne Francia | Total club    | Total club    | 188 | 7 | 16 | 0 | 24 | 4 | 228 | 11 | 0.05 |
| A. S. Nancy-Lorraine Francia | 1.ª           | 2011-12       | 2   | 0 | -  | - | -  | - | 2   | 0  | 0.00 |
| A. S. Nancy-Lorraine Francia | Total club    | Total club    | 2   | 0 | 0  | 0 | 0  | 0 | 2   | 0  | 0.00 |
| Al-Arabi S. C. Catar | 1.ª           | 2016-17       | 6   | 0 | -  | - | -  | - | 6   | 0  | 0.00 |
| Al-Arabi S. C. Catar | Total club    | Total club    | 6   | 0 | 0  | 0 | 0  | 0 | 6   | 0  | 0.00 |
| Total carrera | Total carrera | Total carrera | 196 | 7 | 16 | 0 | 24 | 4 | 236 | 11 | 0.05 |
| (1) Incluye datos de Copa de Francia y Copa de la Liga de Francia. (2) Incluye datos de Liga Europa de la UEFA. (3) No incluye goles en partidos amistosos. |               |               |     |   |    |   |    |   |     |    |      |

### Selecciones

#### Participaciones en fases finales
| Competición                    | Categoría | Sede  | Resultado      | Partidos | Goles |
| ------------------------------ | --------- | ----- | -------------- | -------- | ----- |
| Copa Africana de Naciones 2008 | Absoluta  | Ghana | Fase de grupos | 3        | 1     |
| Total                          | Total     | Total | Total          | 3        | 1     |

## Palmarés

### Títulos nacionales
| Título                     | Club                | País    | Año     |
| -------------------------- | ------------------- | ------- | ------- |
| Copa de la Liga de Francia | A. S. Saint-Étienne | Francia | 2012-13 |